# Воейков, Василий Петрович
Василий Петро́вич Вое́йков (1788—1880) — русский коннозаводчик из рода Воейковых, отец генерала от кавалерии Н. В. Воейкова.
Записанный в малолетстве в конную гвардию, был уволен со службы Павлом I сразу после вступления на престол. Вместе с братом Дмитрием (известным благодаря портрету кисти Тропинина) увлекался скачками. Братья стояли у истоков Московского и Лебедянского скаковых обществ. Вице-президент Тамбовского бегового общества.
В родовом имении Лаврово Тамбовского уезда основал в 1815 или 1824 г. Лавровский конный завод, где на основе рысистой породы графа Орлова, завезённой из Хреновского конного завода, создал лавровского рысака. 
В 1845 г. состоял чиновником особых поручений при председателе Комиссии Главного коннозаводства и управлял Хреновским заводом (под названием «Воронежского государственного конского заведения»). Закончил службу в чине статского советника. Похоронен с женой в Смоленской церкви села Лаврово.